# Киселотрънови
Киселотръновите (Berberidaceae) са семейство от 15 рода, които обхващат 570 вида покритосеменни растения, принадлежащи към разред Ranunculales. От тях 450 вида са в род Berberis или кисел трън. Измежду тези видове има дървета, храсти и многогодишни тревисти растения

## Родове
- Achlys
- Berberis
- Bongardia
- Caulophyllum
- Diphylleia
- Dysosma
- Epimedium
- Gymnospermium
- Jeffersonia
- Leontice
- Mahonia
- Nandina
- Podophyllum
- Ranzania
- Sinopodophyllum
- Vancouveria